# Han Fej
Han Fej (/hɑːn/; tradicionalna kitajščina: 韓非; poenostavljena kitajščina: 韩非; pinjin: Hán Fēi; ok. 280 – 233 pr. n. št.), poznan tudi kot Han Fej Dzi, kitajski politični filozof in državnik, utemeljitelj legalizma, * 280 p. n. št., † 233 p. n. št.
Velja za enega najpomembnejših klasikov politične filozofije stare Kitajske. Nasprotoval je konfucijanstvu in bil glavni ideolog kratke in vplivne Dinastije Čin, prve dinastije v zgodovini Kitajske, pod katero se je ozemlje večjega dela današnje Kitajske prvič združilo. 
Bistvo legalizma se lahko strne v opredelitev, da je človek po naravi slab in zato mora država, da zagotovi red, uvesti zakone, ki jih morajo vsi spoštovati, tudi vladar. Kljub temu, da je bila njegova pragmatična politična filozofija kasneje zaničevana, je s svojim političnim realizmom ohranila trajen vpliv na kitajsko družbo.  

## Ime
Njegovo osebno ime je Han Fej. K priimku pa je dodan častni naziv »dzi«, ki pomeni mojster. V knjigah, ki jih je napisal, je podpisan kot Han Fejdzi. V kasnejših letih je bil poimenovan tudi »Bobina«, kar je označevalo njegov pogum.

## Življenje
Rodil se je v državi Han, kot potomec enega od knezov, ki je kasneje zavladala nad celotnim han-kitajskim ozemljem. Poučevali so ga skupaj z Li Sijem (Li Sujem) – kasnejšim prvim ministrom združenega cesarstva Čin. Bil je nadarjen pisatelj, vendar zaradi občasnega jecljanja ni bil dober govorec.
Kljub svojemu visokemu položaju ni imel veliko somišljenikov (legalistični nazori), šele leta 234 p. n. št., v času ko je država Čin napadla državo Han ga je vladar poslal na pogajanja z vlado dinastije Čin. Činski vladar je bil nad njegovo bistroumnostjo navdušen in ga je želel sprejeti v svojo službo, vendar sta ga njegova vrhovna svetnika (Li Si, Jao Džja) prepričala, da ga obsodi na smrt. Glavni razlog je bilo ljubosumje in tekmovalnost Li Sija, zaradi naraščajoče priljubljenosti Han Feja. Obsodili pa so ga zaradi človeške narave, saj Fej nikoli ne bi mogel prestopiti na sovražno stran. Li Si mu je v celico prinesel strup, ter ga pregovoril naj ga zaužije, da bi se izognil mučenju. Vladar je svojo odločitev obžaloval, vendar je bilo prepozno, kajti Han Fej je že storil samomor. 

## Delovanje
Zgodovinarji kitajske miselnosti se strinjajo v dejstvu, da je bil Han Fej eden najvplivnejših legalističnih filozofov. Legalistično teorijo je namreč poglobil in privedel do zaokroženega zaključka, v svoji zapuščini 20 knjig. Legalizem je šola zakona in kitajske filozofije v obdobju stotih šol. Han Fej je bil predstavnik legalistične šole, ki meni da so ljudje po naravi sebični, saj lastno korist predstavljajo pred skupno dobro. Zagovarja vzgojo državljanov v poslušne in močne vojake, saj verjame v vojsko za obrambne namene in osvajalne vojne. Nasprotuje konfucijanstvu, ki po njegovem mnenju vodi do nereda in nemarnosti. Do urejene države in družbe bi prišel z uvedbo hudih, a pravičnih kazni, ki predstavljajo zdravljenje, nasprotno pa bolezen simbolizira zločin. Sistem kazni in nagrad naj bi ljudi usmerjal k dobremu. Kazni imajo zastraševalni učinek, vladarje primerja z vlogo staršev, ki so strogi, a hkrati pravični do svojih otrok. 
Legalistična šola ima podobne temelje kot konfucionizem, harmonija med Nebom, zemljo in človekom. Opredeljuje tri dejavnike:
- Ših – moč in avtoriteta.

Moč ima položaj vladarja, ne sam vladar.
- Fa – zakoni in predpisi.

Zakon mora biti jasno napisan in javno objavljen. Vsi ljudje so pred zakonom enaki in nagrajuje tiste, ki ga spoštujejo in kaznuje tiste, ki ga prekršijo. Če je zakon pravilno oblikovan, ima lahko tudi šibek vladar močno oblast.
- Šu – vodenje zadev in upravljanja ljudi.

Vladar zaposli ljudi, ki zagotovijo, da nihče ne prevzame oblasti nad državo. Vidi se zasnova delitve oblasti na tri veje, kot jo poznamo danes. 
Han Fej meni, da razumen vladar izvaja odloke enako, kot če bi bil Nebo, do ljudi pa se obnaša kot božanstvo. Ne stori nobenega zla in ne doletijo ga nobene težave. Nič se mu ne more upreti, deluje v skladu z zakoni (pravično in nepristransko), tako da ljudje niti ne vedo, kako jih upravlja. 

### Legalistična filozofija zgodovine
Skozi čas se vodilna načela ljudstva spreminjajo in skladno s tem je treba spremeniti tudi merila vrednotenja in uporabiti različna načela. Han Fej je to ponazoril z zgodbo: »V Sungu je nekoč živel možak, ki je oral svoje polje. Sredi polja je stalo drevesno deblo in nekega dne je ta mož videl, kako je z vso hitrostjo priletel zajec in se zaletel v deblo, si zlomil vrat in poginil. Odtlej je možak pustil svoj plug na miru in čakal ob deblu v upanju, da bo tako lahko ulovil še kakšnega zajca. Vendar ni nikoli več ujel nobenega zajca in ljudje v vsem Sungu so se mu smejali. In če bi radi današnjim ljudem vladali s postopki vladanja zgodnjih kraljev, počenjate namreč prav enako kot možak, ki je čakal pri deblu … Stvari se odvijajo v skladu s svojim časom, priprave pa je treba opraviti v skladu z razvojem dogodkov.«

### Pot Vladanja
Vladar sprejme zakone, ki so nezmotljivi, hranijo pa se v vladnih uradih. Ti zakoni ljudem povedo, kaj smejo in česa ne smejo delati. Kot pravi Han Fej, zakoni ne povzročijo, da ljudje delajo dobro, temveč poskrbijo, da ljudje ne delajo slabega. Na ta način zavlada mir. Tistemu, ki vlada se tako ni treba ukvarjati s krepostjo ampak z zakonom. Legalisti trdijo, da vladar mora posedovati zgolj Šu (sposobnost vodenja in upravljanja), nato pa si lahko izbere pravega moža (ministra), ki bo vse opravil namesto njega in tako naprej. Če minister kaj zahteva, mu vladar to odobri, vendar je potem sam odgovoren za to delo. Vladarjeva naloga je, da kaznuje in nagrajuje državljane in s tem zagotovi, da nesposobni ljudje ne pridejo na oblast 

## Dela
Napisal je knjigo, ki se imenuje po njem, Han Fejdzi.